# Егорова, Анастасия Сергеевна
Анастасия Сергеевна Егорова (род. 13 июля 1994, Мурманск) — российская биатлонистка, многократная чемпионка России. Мастер спорта России международного класса.

## Биография
Родилась и выросла в Мурманске. Воспитанница местной СДЮШОР № 3. Окончила Мурманский государственный технический университет по специальности «эксплуатация транспорто-технологических машин и комплексов». 
Личные тренеры – Сергей Константинович Субботин, Александр Юрьевич Качановский. 

### Карьера
В 2015 году Егоровой присвоено спортивное звание мастер спорта России.
На зимней Универсиаде 2017 года была третьей в спринте.
В сезоне 2017/2018 дебютировала на Кубке IBU, где в Увате стала 7-й в индивидуальной гонке и 17-й в спринте, а на финальном этапе в Ханты-Мансийске выиграла серебро в спринте и гонке преследования. В том же сезоне впервые стала чемпионкой России, выиграв золото в марафоне в Уфе и в индивидуальной гонке на 15 км в Ханты-Мансийске.
Сезон 2018/2019 Егорова полностью пропустила в связи с операцией на сердце после обнаружения врождённого порока.
Полноценно вернулась к соревнованиям в конце сезона 2019/2020, где на этапе Кубка России в Кирово-Чепецке выиграла бронзу суперспринта и серебро в марафоне.
В сезоне 2020/2021 вернулась на этапы Кубка IBU, по ходу которых 6 раз поднималась на пьедестал, в том числе трижды – на верхнюю ступень. Следующий сезон также провела Кубке IBU, но выступала нестабильно, а чемпионат Европы-2022 в Арбере Егорова завершила досрочно.
В 2022-м и 2023-м году в рамках чемпионата России становилась победителем и призёром в марафонской гонке.
В сезоне 2023/24 завоевала первые медали в рамках Кубка Содружества: серебро масс-старта в Уфе и бронза смешанной эстафеты на домашнем этапе в Мурманске. Также на счету Егоровой золото и серебро этапов Кубка России.
На чемпионате России 2025 года в Ханты-Мансийске выиграла серебро в масс-старте.